# Tom Collins
Tom Collins je koktejl podávaný v horkém počasí jako osvěžující long drink. Připravuje se smícháním tří dílů ginu (nejraději značky Old Tom Gin), dvou dílů citronové šťávy a jednoho dílu cukrového sirupu, vše se doleje čtyřmi díly sodovky. Podává se s ledem a plátkem citronu, tradičně k němu patří vysoká válcovitá sklenice zvaná Collins glass o objemu 12 uncí (asi tři a půl deci).
Za autora receptu je označován newyorský barman Jerry Thomas, který ho popsal v roce 1876 ve své knize o míchaných nápojích. Název byl údajně inspirován tehdy oblíbeným americkým žertem, jehož smyslem bylo někoho vyprovokovat, aby začal hledat neexistující osobu jménem Tom Collins.
Variantou receptu je John Collins, do kterého se místo ginu dává whisky.